# Gora Vzlëtnaja
Gora Vzlëtnaja (englische Transkription von russisch Гора Взлётная Gora Wsljotnaja, deutsch ‚Start-Berg‘) ist ein Nunatak im ostantarktischen Mac-Robertson-Land. Er ragt südlich der Bain Crags aus dem Amery-Schelfeis auf. 
Russische Wissenschaftler benannten ihn. Der weitere Benennungshintergrund ist nicht überliefert.